# Niedzieliska (województwo małopolskie)
Niedzieliska – wieś w Polsce położona w województwie małopolskim, w powiecie brzeskim, w gminie Szczurowa.
| SIMC    | Nazwa        | Rodzaj     |
| ------- | ------------ | ---------- |
| 0831617 | Góry         | część wsi  |
| 0831623 | Na Błoniu    | część wsi  |
| 0831630 | Pod Szuminem | przysiółek |
| 0831646 | Wygoda       | przysiółek |

Były wsią biskupstwa krakowskiego w województwie sandomierskim w ostatniej ćwierci XVI wieku.
W latach 1954–1959 wieś należała i była siedzibą władz gromady Niedzieliska, po jej zniesieniu w gromadzie Szczurowa. W latach 1975–1998 miejscowość położona była w województwie tarnowskim. Obecnie zamieszkuje ją ponad 800 mieszkańców.
Urodził się tu Józef Kiczka (ur. 23 lutego 1895 r.m zm. wiosną 1940 w Katyniu) – major piechoty Wojska Polskiego, ofiara zbrodni katyńskiej.
Pochodzi stąd ks. Bruno Boguszewski, polski Sprawiedliwy wśród Narodów Świata.
W Niedzieliskach zmarł, w swym majątku, pamiętnikarz Jan Chryzostom Pasek.